# Degtjarjovfabriek
De Degtjarjovfabriek (Russisch: Завод имени Дегтярёва; Zavod imeni Degtjarjova; "Fabriek vernoemd naar Degtjarjov"), meestal afgekort tot ZiD (ЗиД) is een Russische fabriek uit de stad Kovrov. Het is de grootste fabriek uit de stad en de omliggende oblast Vladimir en een van de grootste machinefabrieken van het land. De fabriek werd opgericht in 1916 en kreeg in 1949 de huidige naam Degtjarjovfabriek.

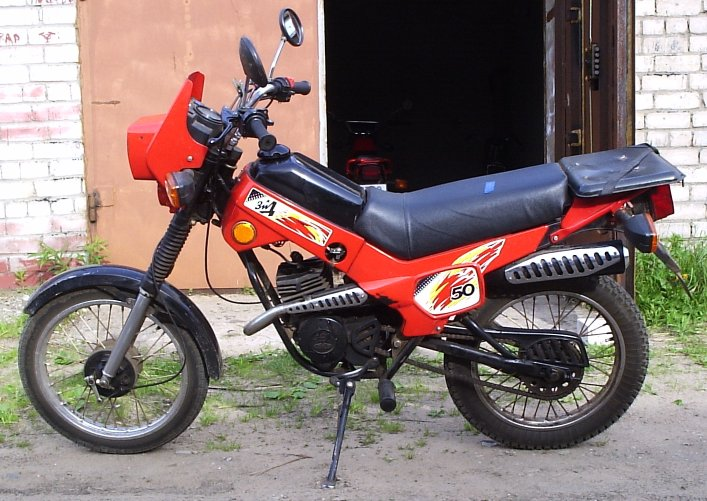
ZiD 50 Pilot

In het westen is het vooral bekend als een motorfietsenfabrikant, met de merken ZiD, Voschod en Kovrovets.
in Rusland is het bedrijf beter bekend als wapenfabrikant. Het bedrijf levert met name wapentuig aan de Russische Luchtmacht, Marine en Landmacht en exporteert naar meer dan 15 landen. Het bedrijf staat in de top 200 van belangrijkste bedrijven van Rusland.

## Divisies
Het bedrijf telt 5 divisies:
- motorfietsen
- naaimachines
- oplaadbare batterijen
- verpakkingsmaterialen voor de voedingsmiddelenindustrie
- wapens

## Geschiedenis
De oorsprong van de fabriek ligt in 1916, toen het Russische leger verwikkeld was in de Eerste Wereldoorlog met Duitsland en het Ottomaanse Rijk en er een groot gebrek was aan handwapens. In Petrograd (het hedendaagse Sint-Petersburg) werd dat jaar een bedrijf opgericht dat zich als eerste in het Russische Rijk toelegde op de productie van handwapens en machinegeweren. Hiervoor kreeg het Deense Dansk Rekilriffel Syndikat de leiding over de bouw van een nieuwe wapenfabriek in Centraal-Rusland, waarvoor Kovrov werd uitgekozen. Op 27 augustus van dat jaar werd begonnen met de bouw van de fabriek en woningen voor de arbeiders van de fabriek. De Deense wapenmaker Madsen kreeg de leiding en op 12 augustus 1917, tussen de eerste en tweede revolutie in, werden de eerste wapens geproduceerd. De Denen zouden er weinig plezier aan beleven; begin 1918 sloten ze de fabriek en al spoedig na de machtsovername door de bolsjewieken werd de fabriek in 1919 genationaliseerd.
Het "Hoofddirectoraat voor Rakettroepen en Artillerie" van Bolsjewistisch Rusland wees de Rus Vladimir Fjodorov in 1918 aan als opvolger van Madson. Hij en zijn assistent Vasili Degtjarjov zetten het werk voort en in hetzelfde jaar werd het eerste Russische automatische geweer ontwikkeld; de "Automat". In 1921 zette Fjodorov het eerste teken- en ontwerpbureau voor kleine automatische wapens van het land op en al spoedig daarna kwam een reeks van wapenontwerpen de fabriek uit, waarvan velen werden opgenomen in de standaarduitrusting van het Rode Leger. Hieronder waren het lichte machinegeweer DP (Degtjarjova Pechotny), de vliegtuigmachinegeweren DA en DA-2 (Degtjarjova Aviatsionny), het tankmachinegeweer DT (Degtjarjova Tankovy), een aantal machinepistolen, zoals de PPD-40 (Pistolet-poelemjot Degtjarjova), het grootkaliber-machinegeweer DK (Degtjarjova Kroepnokaliberny) en het zware machinegeweer DS (Degtjarjova Stankovy; de DS-39 werd ingezet tegen de Finnen tijdens de Winteroorlog, maar bleek niet erg geschikt), de meeste hiervan tijdens de jaren 20 tot '40. Daarnaast begon vanaf de jaren 20 ook de productie van uiteenlopende consumentengoederen: van huishoudartikelen (manden en meubelen) en landbouwmachines (zoals de eerste tractoren van de Sovjet-Unie) tot startmotoren voor de autofabrieken van GAZ in Gorki en onderdelen voor platenspelers.
In de jaren 30 volgde de introductie van de metaalsnijder in de industrie, waardoor de fabriek zich beter op metalen producten kon gaan toeleggen. In 1941 werd het antitankwapen PTRD (Protivotankovoje Roezjo Degtjarjova) ontworpen en ingezet tegen de Duitsers tijdens de "Grote Vaderlandse Oorlog" bij de Slag om Moskou in hetzelfde jaar. Ook tijdens de oorlog ging de productie en ontwikkeling van wapens onverminderd door en nog tijdens de oorlog werd het middelzware machinegeweer Gorjoenov SG-43 in gebruik genomen door het Rode Leger. De Sovjetleiders prezen het kader en de arbeiders van de fabriek voor hun werk met de Orde van de Rode Banier van Arbeid (1942) en de Orde van Lenin (1945). Tijdens de oorlog werden 1.202.481 wapens geproduceerd en naar het front gestuurd, ongeveer evenveel als in heel Duitsland tijdens de oorlog.
Na de oorlog werd de wapenproductie doorgezet en werd samengewerkt met Michail Kalasjnikov bij de ontwikkeling en het testen van de AK-47. De productie van motorfietsen werd direct na de oorlog ingezet met de ontwikkeling van de tweetakt K-125 (met een cilinderinhoud van 125 cc). Voor de productie van motorfietsen werd een aparte motorafdeling opgezet, vanwaaruit reeds eind 1946 5000 motoren per maand kwamen. Begin jaren 50 kwam de Degtjarjovfabriek met productielijnen voor de wegmotor Kovrovets en de sportmotor Voschod (beide met 175 cc), die beide ook in groten getale naar het buitenland werden geëxporteerd. De fabriek heeft in tussentijd meer dan 8 miljoen motoren de deur uit gestuurd. In 1957 werd in Kovrov een jaarlijkse wintermotorcross opgezet, die al snel werd opgenomen in het circuit van Rusland en de unie.
In 1959 begon de Degtjarjovfabriek met de productie van raketwapens en in de jaren zestig met de productie van geleide anti-tankraketten en granaten, zoals de RPO-Sjmel ("hommel"), 9K111 ("fagot") en de verrijdbare anti-tanksystemen 9K31-Strela ("pijl") 1, 2 en 3. In 1959 legde het bedrijf zich ook, in samenwerking met Minatom, toe op de productie van apparaten voor het scheiden van isotopen van uranium.
In 1971 werd de fabriek opnieuw beloond door de sovjetregering vanwege het volbrengen van een vijfjarenplan en het ontwikkelen van nieuwe technologie. Ditmaal met de Orde van de Oktoberrevolutie.
Zoals meestal in Rusland zette ook de Degtjarjovfabriek zich in voor de stad: bij de bouw van nieuwe microdistricten van Kovrov, de oprichting van scholen en ziekenhuizen, het opzetten van hoger en specialistisch onderwijs, de aanleg van het riool, de bouw van het stadion 'metaalbewerker' en de oprichting van de bijbehorende Degtjarjov-sportclub, het Degtjarjov-recreatiepark en het weeshuis 'Degtjarevets'.
In 1992 werd het bedrijf net als bijna alle staatsbedrijven geprivatiseerd. De fabriek is sindsdien verdergegaan met de productie van nieuwe wapens en consumentenartikelen, waarbij wordt samengewerkt met ontwerpbureaus uit Toela (gereedschappen), Kolomna (machines) en wetenschappelijke en industriële centra in Moskou en Sint-Petersburg. Begin 21e eeuw werd sterk geïnvesteerd in computertechnologie voor de automatisering van productieprocessen en werd ingezet op meer flexibele productie.